# Paratriaenops
Genre
Paratriaenops est un genre de chauves-souris de la famille des Hipposideridae.

## Liste des espèces
Selon ITIS (29 juin 2019) :
- Paratriaenops auritus (G. Grandidier, 1912)
- Paratriaenops furculus (Trouessart, 1907)
- Paratriaenops pauliani (Goodman & Ranivo, 2008)